# Kunštátská kaple
Kunštátská kaple, podle zasvěcení kaple Navštívení Panny Marie, je barokní kaple kruhového půdorysu, která byla postavena roku 1869 na místě starší kaple z roku 1670. Kaple stojí na hlavním hřebeni Orlických hor ve výšce 1035 metrů nad mořem na území obce Zdobnice, na hranicích s obcí Orlické Záhoří.
Kaple stojí v sedle mezi vyšším severozápadním a nižším jihovýchodním vrcholem hory U Kunštátské kaple. V místě kaple je čtyřmezí katastrálních území Malá Zdobnice ze severozápadu, Velká Zdobnice z jihozápadu, Kunštát u Orlického Záhoří ze severovýchodu a Černá Voda u Orlického Záhoří z jihovýchodu – katastrální území na západní straně patří k obci Zdobnice a na východní straně k obci Orlické Záhoří, obojí v okrese Rychnov nad Kněžnou. Kaple stojí východně od cesty, ale na výběžku katastrálního území Velká Zdobnice, zanořeném do katastrálního území Černá Voda u Orlického Záhoří. 
Kolem kaple prochází po hřebeni pěší Jiráskova cesta značená červeným pásovým značením a vybavená též jako naučná stezka.
Údajně byla kaple postavena pro dřevorubce, kteří tehdy v Orlických horách těžili dřevo pro výdřevu kutnohorských dolů a do tavicích pecí místních skláren.
Po odsunu německého obyvatelstva po druhé světové válce byl interiér kaple zničen. V 60. letech 20. století byl interiér rekonstruován a další opravy se uskutečnily po roce 2000. Kaple byla znovu vysvěcena biskupem královéhradecké diecéze Dominikem Dukou, při slavnostní mši dne 18. června 2005.